# FN ポケット・モデル M1906
FN ポケット・モデル M1906（FN Pocket Model1906）は、ベルギーの銃器メーカーであるFN社が開発した自動拳銃である。
なお、一般的には"M1906"と呼ばれるが、これは製造開始年から取られたもので、FN社での正式な呼称は特許所得年である"M1905"となっている。

## 概要
1906年に発売された、.25口径（0.25インチ）、ストレートブローバックのストライカー方式の自動式拳銃で、内部機構は後のM1910にも通じるものが使われており、基本設計の確かさが見受けられる。
アメリカではM1906そのものの輸入品、また、1953年-1968年にかけて生産されたアメリカ向け仕様の輸出型が大量に販売された他、同じ原型銃を元にしたものがコルト社によりコルト M1908 ベスト・ポケット（コルト M1908）として発売された。これらの他にも、M1906もしくはコルト M1908を基にしたコピー生産品が大量に製造されて流通し、これらの中にはフランスのユニーク　モデル10（Unique Model 10）や、スペインのアストラ ヴィクトリア1911（Astra-Unceta Victoria 1911 Model）のように、グリップセーフティの廃止、セーフティレバーをグリップの前方に移動させるなどした独自改良型も存在している。
M1906は、1926年-1927年にかけてマイナーチェンジが行なわれ、グリップセーフティの廃止などの変更が加えられ、更に小型化された。1931年からはマイナーチェンジモデルがFN Baby、またはブローニング・ベビー（Browning Baby）として製造・販売された。
1979年のFN社での生産終了まで、M1906とFN Baby合わせて約400万丁の生産が行なわれたとされるロングセラー商品であり、FN社以外での生産は現在も続けられている。

## 運用
M1906は、全長4.5インチ（114ミリメートル）ほどしかない、まさに「ポケットに入る」サイズの銃であり、携帯性が高く、護身用として人気を博した。
小型軽量であることを活かした個人の護身用や警察組織での要人護衛用として、また、治安組織や諜報機関による特殊任務用として用いられた。戦前の日本の警察においても、主要な府県警察部で主に私服警察官向けとして採用された他、警視庁特別警備隊に編成されていた警官突撃隊も使用していた。
また、大日本帝国陸軍でも、将校が自費で購入する私用拳銃として数多く用いられた。

## 登場作品
『モスラ対ゴジラ』
悪徳興行師の虎畑二郎が、金の分け前で揉めた仲間の熊山に対して使用する。